# Imor
Die Imor ist ein Forschungsschiff des polnischen Meeresforschungsinstituts Instytut Morski w Gdańsku. Das Schiff ist als Katamaran gebaut.

## Geschichte
Der Rumpf des Schiffes wurde unter der Baunummer 3211 bei Damen Shipyards gebaut. Die Ausrüstung zum Forschungsschiff erfolgte 2005 unter der Baunummer B-325 bei Crist in Gdynia.
Das Schiff wurde am 7. Oktober 2005 in Gdynia getauft. Taufpatin war Anna Szaniawska, Professorin am Ozeanographischen Institut der Universität Danzig. Das Schiff wurde am 16. Januar 2006 fertiggestellt, die Indienststellung erfolgte im Februar 2006. Das Schiff wird in erster Linie in Ost- und Nordsee eingesetzt. Der Bau des Schiffes wurde teilweise aus dem Europäischen Fonds für regionale Entwicklung finanziert.

## Technische Daten und Ausstattung
Der Antrieb des Schiffes erfolgt dieselelektrisch. Für die Stromerzeugung stehen drei Volvo-Penta-Dieselgeneratoren mit 332 kW Leistung (415 kVA Scheinleistung), 321 kW Leistung (401 kVA Scheinleistung) bzw. 144 kW Leistung (180 kVA Scheinleistung) zur Verfügung. Die Propulsion erfolgt durch zwei Propellergondeln mit jeweils zwei Propellern, die von zwei Elektromotoren mit jeweils 300 kW Leistung angetrieben werden. Darüber hinaus ist das Schiff mit zwei elektrisch angetriebenen Bugstrahlrudern mit jeweils 75 kW Leistung ausgestattet. Es verfügt damit über ein System zur dynamischen Positionierung.
Das Schiff ist mit verschiedenen Sonar- und Echolotanlagen und weiteren Geräten für die Forschung ausgerüstet. An Bord wird ein ROV mitgeführt. Im Rumpf befindet sich ein Moonpool. Das Schiff ist mit einem schwenkbaren Heckgalgen ausgestattet, der 3 t heben kann. Auf dem Oberdeck befindet sich ein Kran mit 12 t Hebekapazität. Auf dem Oberdeck ist Platz für einen 20-Fuß-Container. Im Achterschiffsbereich befindet sich ein 80 m² großes, offenes Arbeitsdeck. Hier können bei Bedarf weitere 10- oder 20-Fuß-Container mitgeführt werden. Das Schiff ist mit mehreren Laborräumen ausgestattet.
An Bord ist Platz für 16 Personen (inkl. der Schiffsbesatzung), die in 12 Kabinen, acht Einzel- und vier Zweibettkabinen, untergebracht werden können. Das Schiff ist für die Küstenfahrt bis zu 200 Seemeilen vor der Küste zugelassen. Es kann mindestens 21 Tage auf See bleiben und dabei 2.500 Seemeilen zurücklegen.